# الحسن بن المدبر
أبو الحسن أحمد بن محمد بن عبد الله بن المدبر المعروف باسم ابن المدبر، كان من كبار رجال البلاط والمسؤولين الماليين في الخلافة العباسية، خدم في الحكومة المركزية في ولاية دمشق وولاية مصر. اشتهر بصراعه الفاشل على السلطة في مصر ضد أحمد بن طولون في الفترة من 868 إلى 871.

## سيرته
من المحتمل أن يكون أبو الحسن وأخوه أبو إسحاق إبراهيم من أصل فارسي . كان كلاهما من رجال الأدب المتميزين وبرزا في بلاط العباسيين في سامراء.  يظهر أبو الحسن لأول مرة بصفته مديرًا لديوان الجيش في عهد الخليفة الواثق (حكم 842-847). وفي عهد المتوكل (حكم من 847 إلى 861)، ارتفع شأنه أكثر. وقد أثنى الخليفة على قدرته الشعرية، فعينه للإشراف على سبعة دواوين، ربما بمنصب مشابه لمساعج الوزير. في عام 854، ومع ذلك، رأى الوزير الحالي، عبيد الله بن خاقان ، فيه منافسًا خطيرًا، فسجنه.
ولم يدم هذا العار طويلًا، فسرعان ما أُطلق سراحه وعُيّن عاملًا للخراج في ولايتي دمشق والأردن. ومن هناك انتقل، ربما في عام 861، إلى نفس المنصب في مصر. ولتعزيز إيرادات المقاطعة، اتخذ سلسلة من التدابير، بما في ذلك مضاعفة الخراج والجزية ورفع الضرائب الجديدة (المكوس) - وهي الخطوة التي أُيدينَت على نطاق واسع باعتبارها غير قرآنية، وطالب بدفع الضرائب كل عام قمري (بدلاً من السنة الشمسية الأطول)، وفرض احتكار الدولة على الصودا الكاوية ، وحرمان رجال الدين المسيحيين من امتيازاتهم الضريبية التقليدية والإعفاءات. ونتيجة لذلك، أصبح الرجل الأقوى والأكثر كراهية في مصر، وكان يرافقه باستمرار مائة حارس شخصي شاب.
وبدأ سقوطه في أيلول 868، مع وصول حاكم جديد لمصر، هو أحمد بن طولون. حاول أبو الحسن كسب ابن طولون بعرض هدية نقدية كبيرة عليه، لكن ابن طولون رفض. وعلى مدى السنوات الأربع التالية، خاض الرجلان صراعًا على السلطة داخل مصر، ومن خلال أقاربهما ومبعوثيهما في البلاط العباسي. خرج ابن طولون منتصرًا من هذه المنافسة: ففي عام 871 أطاح بأبي الحسن وسجنه، وصادر ممتلكاته، وتولى الإدارة المالية لمصر بنفسه.
أُطلق سراح أبو الحسن وأُرسل إلى الشام (871/2)، حيث عاد إلى منصبه القديم عاملًا على دمشق والأردن، وكذلك على فلسطين. وفي عام 877، استولى ابن طولون على الشام أيضًا، وعند دخوله دمشق سُجن أبو الحسن وأُجبر على دفع فدية قدرها 600 ألف درهم. ثم نُقِل إلى مصر، حيث توفي وهو لا يزال مسجونًا، في عام 883/4.
يذكر كتاب الفهرست لابن النديم أنه كان مؤلف كتاب مفقود الآن وهو كتاب المجالسة والمذاكرة، في حين تم الحفاظ على قصائد وحكايات متفرقة تتعلق بحياته في مجموعات مختلفة وأعمال تاريخية أخرى.